# African Womens Awards
African Womens Awards, aussi appelée Prix de la femme africaine en français, est une cérémonie qui célèbre et honore chaque année les femmes leaders africaines pour leur courage, leur vision et leur impact, tout en promouvant leurs initiatives à l'échelle internationale.

## Historique
African Womens Awards est organisée annuellement depuis 2021 par la plateforme Women and Challenge sous le leadership de l'activiste Makèmè Konaté. African Womens Awards, terme anglais signifiant Prix de la femme africaine, est un événement universel et inclusif.
Cette cérémonie de remise de trophées met un accent particulier sur la reconnaissance et la célébration du talent, du leadership et des réalisations des femmes africaines.
Initialement composée de quatre prix, elle a intégré en 2024 un cinquième prix a été créé pour intégrer celles qui œuvrent dans l'administration publique au bénéfice des femmes pour accélérer la parité des chances dans l'administration.

## Reconnaissances

### 2021
La première édition s'est tenue le 21 mars 2021 à Onomo Hôtel Conakry en présence de la député Zeinab Camara et de la ministre des droits et de l’autonomisation des femmes Hawa Béavogui.
| N° | Portrait | Lauréat               | Structure                         | Catégorie          |
| 1  |          | Mariame Mohamed Keita | BINEDOU Global Service - (Guinée) | Entrepreneuriat    |
| 2  |          | Kadiatou Kaba         | RTG - (Guinée)                    | Medias             |
| 3  |          | Manamba Kanté         | Musicienne (Guinée)               | Culture            |
| 4  |          | Jocelyne Compaoré     | JF-LAME - (Burkina Faso)          | Leadership féminin |

### 2022
La deuxième édition s'est tenue le 11 mars 2022 à l'hôtel Kaloum, en présence de la ministre de l’enseignement supérieur, de la recherche scientifique et de l’innovation Diaka Sidibé.
| N° | Portrait | Lauréat         | Structure                                    | Catégorie                |
| 1  |          | Sophie Gueye    | Racine de l’espoir - (Sénégal)               | Leadership féminin       |
| 2  |          | Sona Konaté     | Secteur informel - (Guinée)                  | Entrepreneuriat          |
| 3  |          | Aminata Haidara | Animatrice télé TM1 TV - (Mali)              | Medias                   |
| 4  |          | Aissatou Diallo | Association des albinos de Guinée - (Guinée) | Engagement communautaire |

### 2024
La troisième édition s'est tenue le 3 mars 2024 à Conakry.
| N° | Portrait | Lauréat              | Structure                          | Catégorie                 |
| 1  |          | Balkissa Ahmadou     | African Grils Can Code - (Sénégal) | Leadership féminin        |
| 2  |          | Hadja Fanta Cissé    | Benjamine création - (Guinée)      | Entrepreneuriat           |
| 3  |          | Gaëlle Babacar Mbaye | Patient en danger - (Sénégal)      | Engagement communautaire: |
| 4  |          | Aminata Sylla        | CIS Medias - (Guinée)              | Medias                    |
| 5  |          | Nafi Gueye           | JeXiste - (Sénégal)                | Influence administrative  |

## Galeries

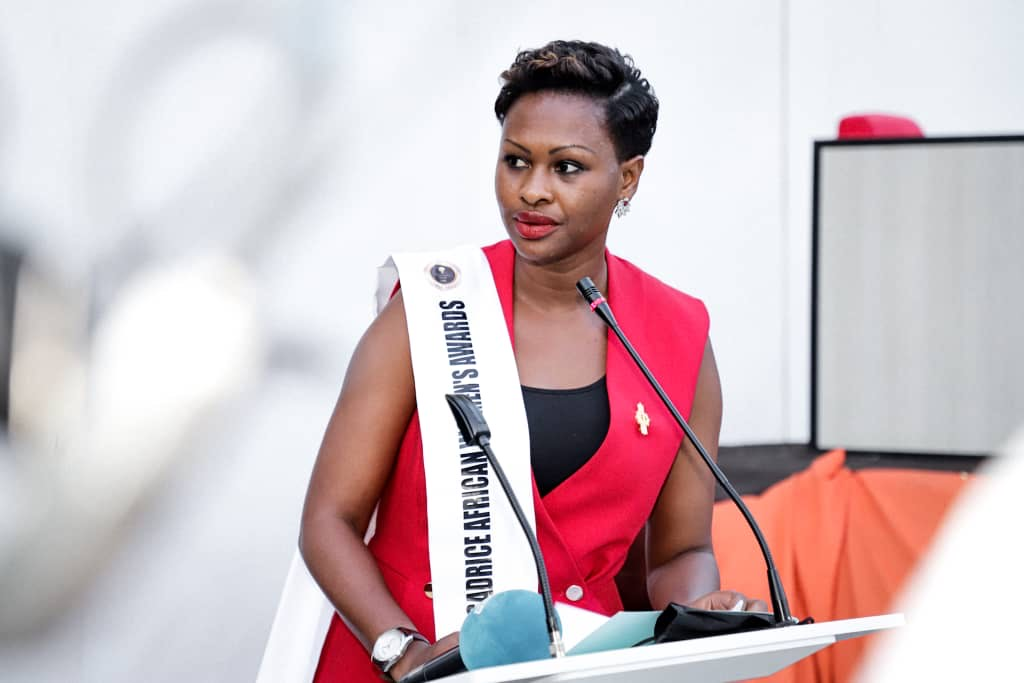
Zeinab Camara lors de la cérémonie de remise 2021
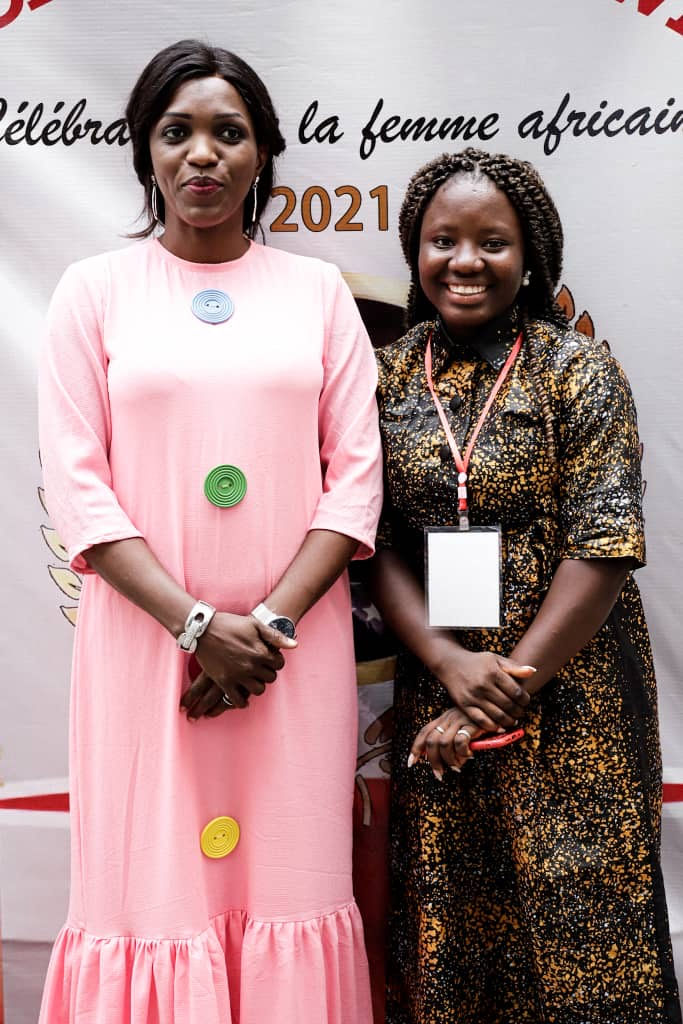
Hawa Béavogui et Makèmè Konaté à la cérémonie de 2021
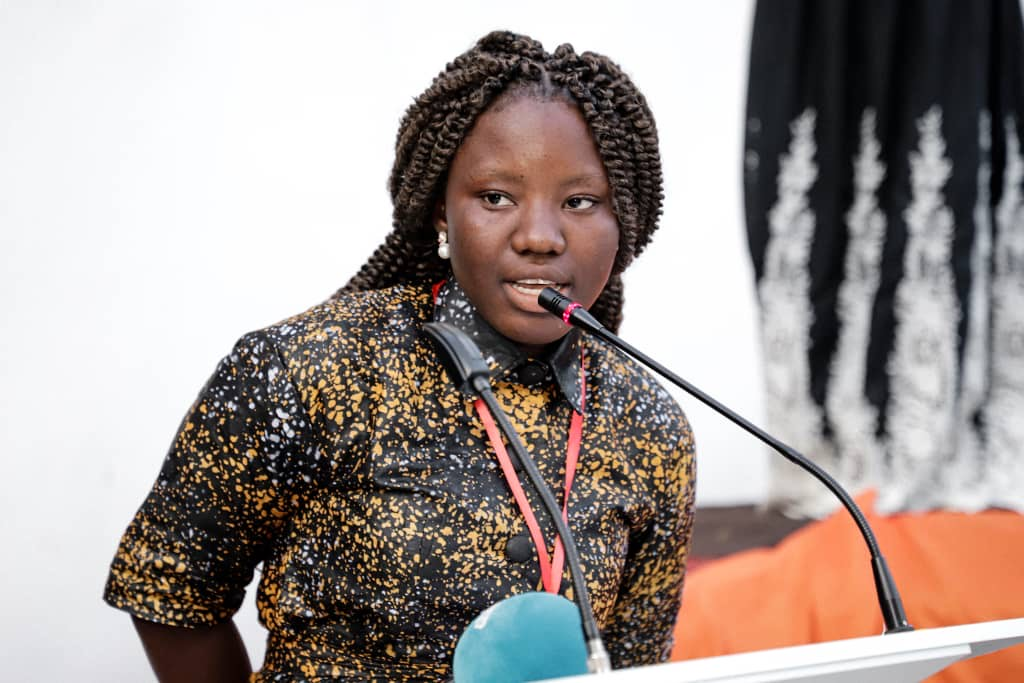
Makémè Konaté lors de la ceremonie en 2021
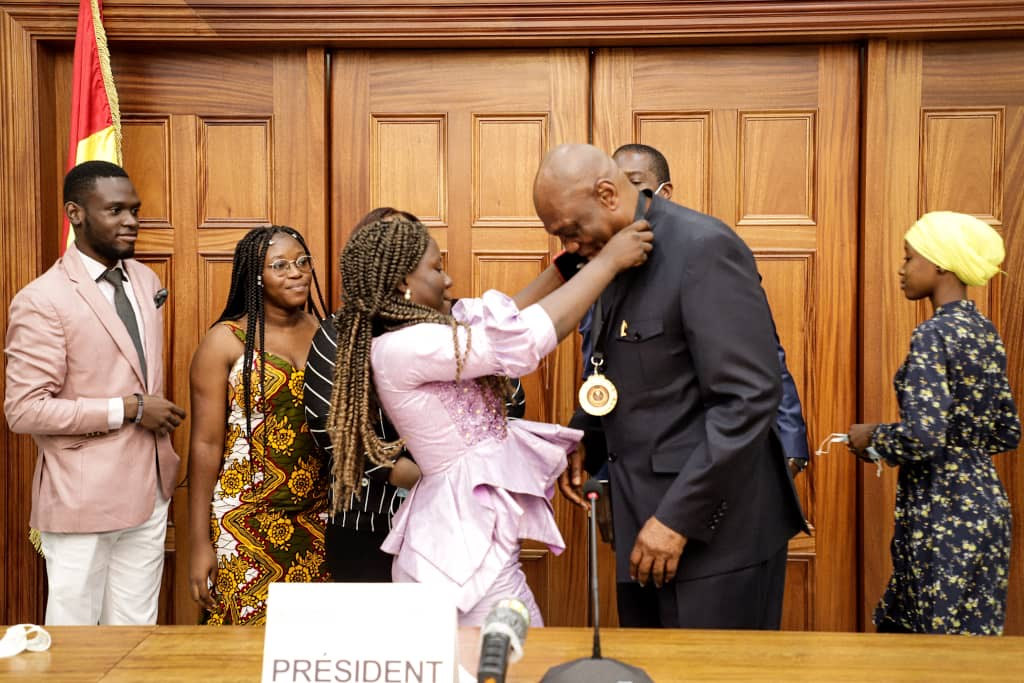
réception des lauréates à l'hémicycle du Palais du Peuple par le président Amadou Damaro Camara en 2021